# مارکوس هرلی
مارکوس هرلی (به انگلیسی: Marcus Hurley) ورزشکار مرد رشتهٔ دوچرخه‌سواری اهل کشور ایالات متحده آمریکا است. وی در بین سال‌های ‎۱۹۰۴ میلادی در مسابقات بازی‌های المپیک تابستانی در مجموع ۵ مدال، شامل ۴ مدال طلا و ۱ برنز را کسب کرد.